# Promachus gomerae
Promachus gomerae är en tvåvingeart som beskrevs av Frey 1936. Promachus gomerae ingår i släktet Promachus och familjen rovflugor.
Artens utbredningsområde är Kanarieöarna. Inga underarter finns listade i Catalogue of Life.